# Lucilia caesarion
Lucilia caesarion är en tvåvingeart som först beskrevs av Georg Ludwig Scharfenberg 1805.  Lucilia caesarion ingår i släktet Lucilia och familjen spyflugor.
Artens utbredningsområde är Tyskland. Inga underarter finns listade i Catalogue of Life.